# Jedem das Seine

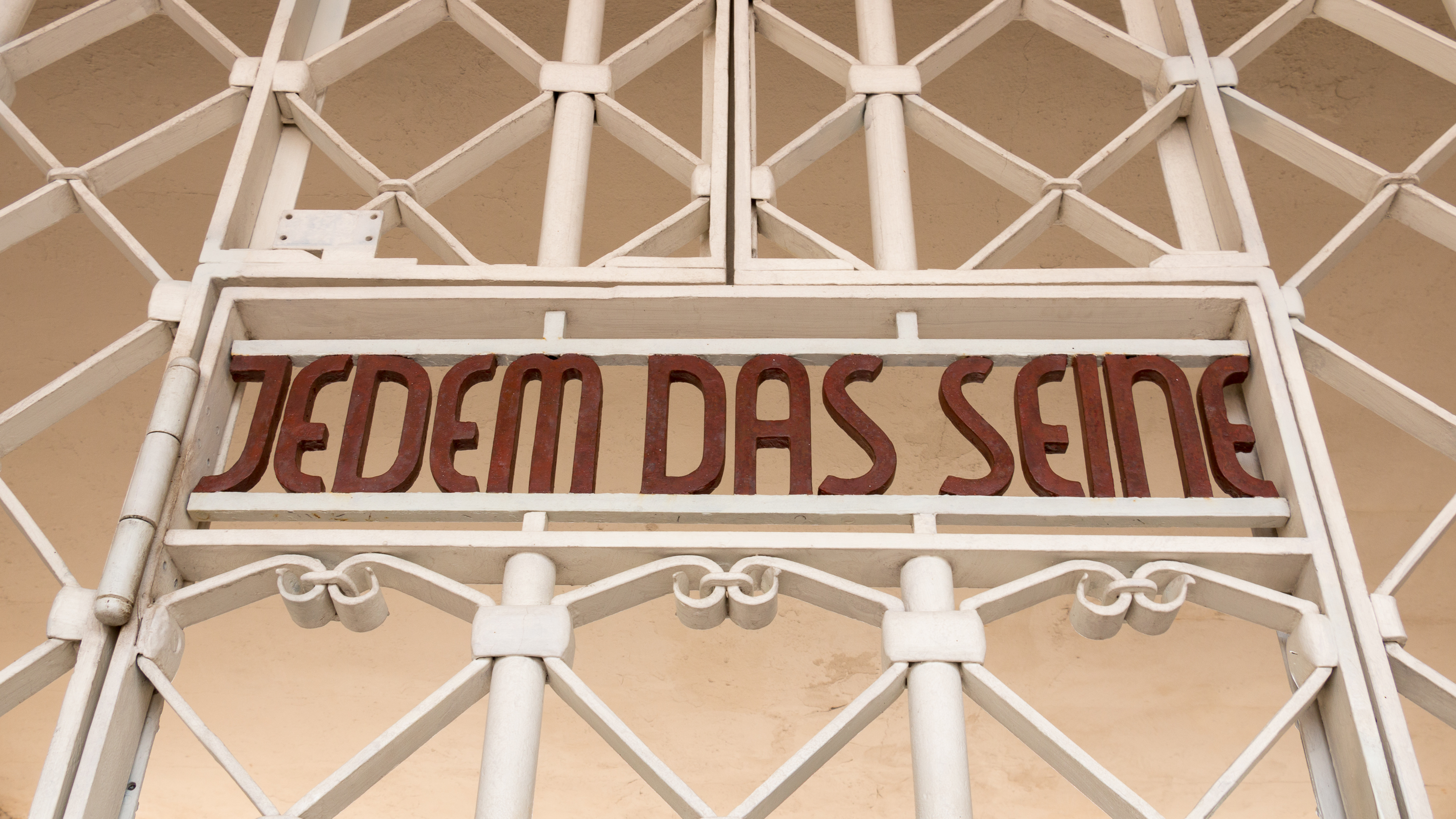
La porta principale del campo di concentramento di Buchenwald, che mostra il motto Jedem das Seine.

In tedesco Jedem das Seine è la traduzione letterale della frase latina Cuique suum, che significa "a ciascuno il suo" o "a ciascuno ciò che si merita". Durante la seconda guerra mondiale fu utilizzata dai nazisti come motto ed esposta all'ingresso del campo di concentramento di Buchenwald.

## Descrizione
Jedem das Seine è un'espressione idiomatica tedesca usata per diversi secoli: si trova nelle opere di Martin Lutero e dei suoi contemporanei; appare nel titolo di una cantata di Johann Sebastian Bach, Nur jedem das Seine (BWV 163), eseguita per la prima volta a Weimar nel 1715; la troviamo anche nel titolo di alcune commedie ottocentesche, tra cui le opere di Johann Friedrich Rochlitz e Caroline Bernstein.
Una lettura ironica, "jedem das Seine, mir das Meiste" ("a ciascuno il suo, a me di più"), è nota da molto tempo nel vocabolario degli idiomi tedeschi, usata anche nell'opera teatrale del 1931 di Carl Zuckmayer Il capitano del Köpenick.
Quando nel 1937 i nazisti costruirono il campo di concentramento di Buchenwald, a 7 km da Weimar, il motto Jedem das Seine fu posto sul cancello dell'ingresso principale. I cancelli furono progettati da Franz Ehrlich, ex studente della scuola d'arte Bauhaus, imprigionato nel campo perché comunista.

## Controversie
- Diverse campagne pubblicitarie moderne in tedesco, tra cui quelle della Nokia, della catena di negozi di alimentari REWE, Burger King e Merkur Bank, furono segnate dalle polemiche per aver sfruttato la frase Jedem das Seine o Jedem den Seinen.
- Una campagna della ExxonMobil del gennaio 2009 pubblicizzava le bevande al caffè Tchibo nei negozi Esso con lo slogan Jedem den Seinen!. Gli annunci furono ritirati dopo la protesta del Consiglio centrale degli ebrei in Germania e un portavoce dell'azienda affermò che il responsabile pubblicitario non era a conoscenza dell'associazione del detto con il nazismo.[7]
- Nel marzo 2009 un gruppo studentesco associato alla CDU usò lo slogan per una campagna educativa nella regione tedesca della Renania Settentrionale-Vestfalia, ma dovette interromperla a causa delle proteste dell'opinione pubblica.[8]
- Nel maggio 2018 Peek & Cloppenburg adoperò il motto in una campagna e ne difese pubblicamente l'uso in seguito alle molte critiche.[9]